# ポンス (ドック型輸送揚陸艦)
ポンス(USS Ponce,LPD-15）は、アメリカ海軍のトレントン級ドック型輸送揚陸艦の2番艦である。過去、レーザー兵器を搭載し実験を行った。母港はノーフォーク海軍基地であった。

## レーザー兵器
2014年にレーザー兵器システム(LaWS: Laser Weapon System)の試作品が艦載され、2014年8月から1年間に及び運用試験を行った。NAVSEA (Naval Sea Systems Command) によって開発され、30 kW 級の出力を持っており、これは商用の5.4 kW 級レーザーを6基束ね、そこにアメリカ海軍研究所 (Naval Research Laboratory) が開発したビーム・コンバイナーが組み込まれた構造をしている。またコスト削減を目的に、取り付け台や望遠鏡、赤外線センサーなどは既存の部品が多く用いられている。
2017年には、CNNが前述のレーザー兵器の実験を取材した。